# Cantó de Meslay-du-Maine
El cantó de Meslay-du-Maine és un cantó francès del departament del Mayenne, situat al districte de Laval. Té 14 municipis i el cap és Meslay-du-Maine.

## Municipis
- Arquenay
- Bannes
- La Bazouge-de-Chemeré
- Bazougers
- Le Bignon-du-Maine
- Chémeré-le-Roi
- Cossé-en-Champagne
- La Cropte
- Épineux-le-Seguin
- Maisoncelles-du-Maine
- Meslay-du-Maine
- Saint-Denis-du-Maine
- Saint-Georges-le-Fléchard
- Saulges

## Història
| Data d'elecció                           | Identitat     | Partit                               | Qualitat |
| ---------------------------------------- | ------------- | ------------------------------------ | -------- |
| 1945-1964                                | M. Riveron    | UDSR, després divers droite          |          |
| 1964-1970                                | M. Lasserre   | Divers droite                        |          |
| 1970-1982                                | M. Riveron    | Divers droite                        |          |
| 1982-2008                                | André Derouin | Divers gauche, després divers droite |          |
| 2008-                                    | Gérard Lochu  | UMP                                  |          |
| les dades anteriors no són pas conegudes |               |                                      |          |
|                                          |               |                                      |          |

| A partir de 1990: Població sense dobles comptes |